# Cantonul Rouffach
Cantonul Rouffach este un canton din arondismentul Guebwiller, departamentul Haut-Rhin, regiunea Alsacia, Franța.

## Comune
- Gueberschwihr
- Gundolsheim
- Hattstatt
- Osenbach
- Pfaffenheim
- Rouffach (reședință)
- Soultzmatt
- Westhalten